# Bataille des côtes d'Abkhazie
Seconde guerre d'Ossétie du Sud
Batailles
- Bataille de Tskhinvali
- Bataille de la Vallée de Kodori
- Bataille des côtes d'Abkhazie
- Raids sur Poti
- Prise de Gori
- Opération Assured Delivery

La bataille des côtes d'Abkhazie est une bataille navale engagé par la marine russe contre la marine géorgienne dans la nuit du 9 au 10 août 2008 en mer Noire, pendant la seconde guerre d'Ossétie du Sud. La réalité du bilan de l'engagement est fortement mise en doute.

## Contexte

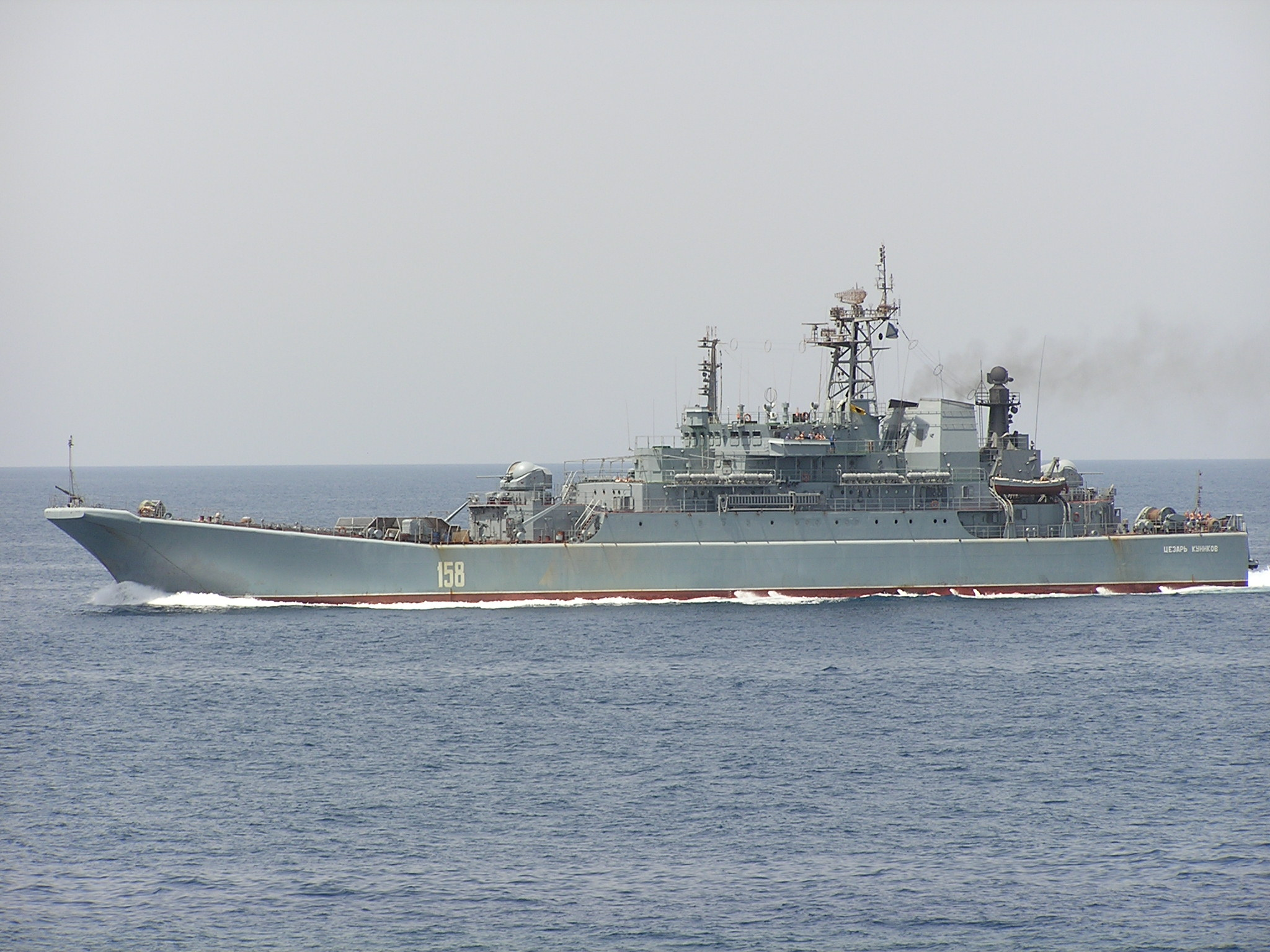
Le Tsezar Kounikov de classe Ropucha en 2003.

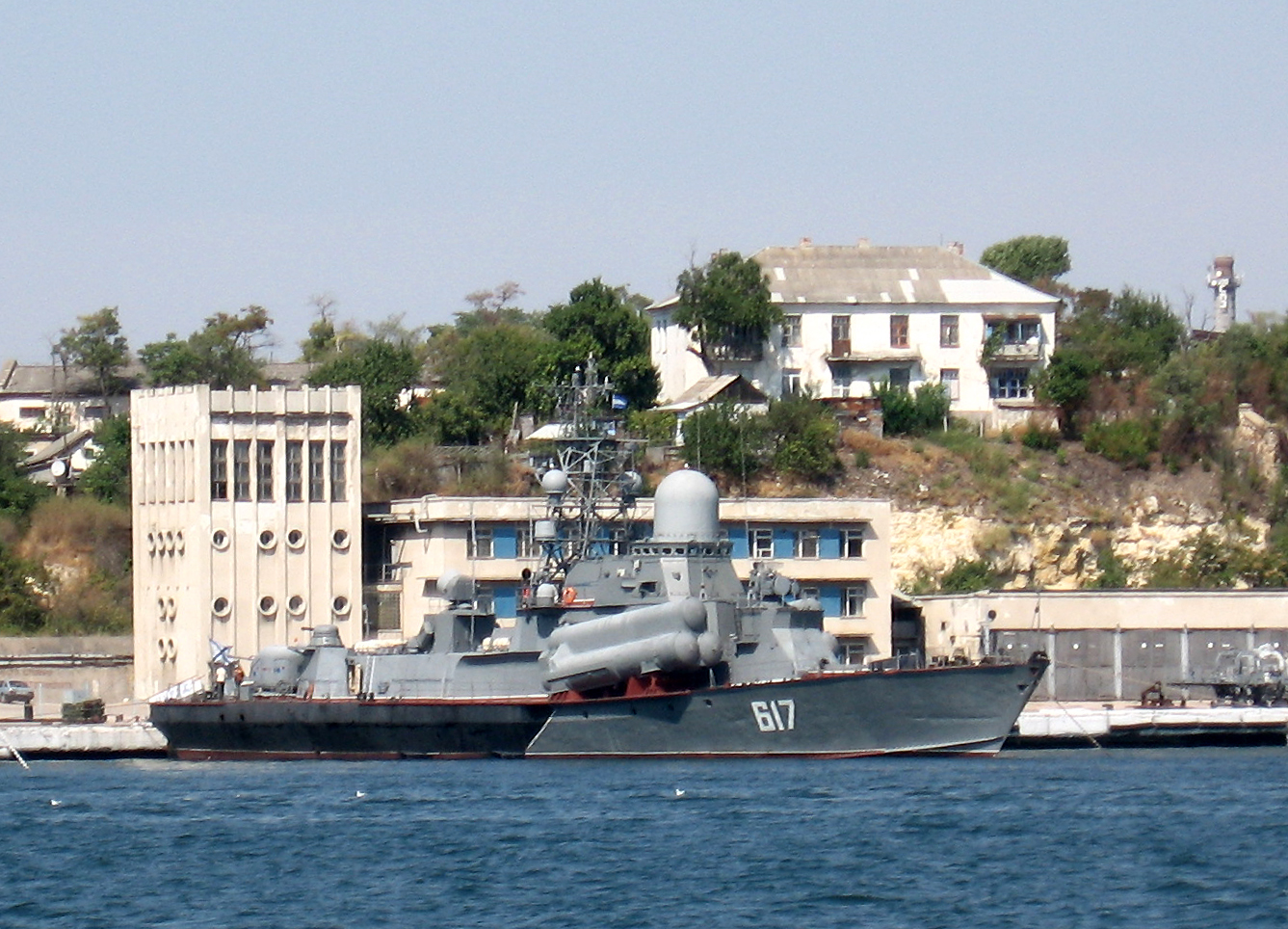
La corvette Mirage de la classe Nanuchka en 2007.

La flotte de la mer Noire quitte Sébastopol le 8 août au soir ; l'escadre dépêchée dans la zone des combats comprend :
- le croiseur lance-missiles Moskva de la classe Slava ;
- le destroyer Smetlivy de la classe Kachine ;
- la corvette Mirage (classe Nanuchka III),
- les corvettes Souzdalets, Kalimov et Povarino (Classe Tarentul III) ;
- les corvettes Aleksandrovets et Mourmanets (classe Grisha V) ;
- trois dragueurs de mines (dont le Tourbinist et le Joukov de la classe Natya) ;
- trois embarcations de débarquement (le Saratov de la classe Alligator, le Yamal et le Tsezar Kounikov de la classe Ropucha) ;
- un bateau de renseignement, l’Ekvator (Экватор) de la classe Moma ;
- un navire-citerne, le Koïda de la classe Ouda ;
- un remorqueur, le MB-31 de la classe Sorum ;
- quatre bombardiers Soukhoï Su-24 ;
- un avion de reconnaissance Antonov An-26.

La Russie cherche d’abord à empêcher de nouveaux transferts d’armes venant d’Ukraine, en particulier à destination des ports géorgiens de la mer Noire.
Les hommes du 108e régiment parachutiste russe embarquent le même jour dans le port de Novorossiisk à bort de l'embarcation de débarquement Tsezar Kounikov de la classe Ropucha (150 hommes, 20 véhicules) et du Landing Platform Dock Saratov (Projet 1171 Tapir, nom de code OTAN : classe Alligator) (450 hommes, plus de 100 véhicules). Ils sont débarqués sur la plage d'Otchamtchire en Abkhazie, près du port de Poti, le soir du 9 août.

## La bataille
Au soir du 9 août, à 19 h 12, le détachement de navires de combat russes, qui a instauré une zone de sécurité dans le secteur du débarquement, rencontre quatre (ou cinq) vedettes géorgiennes sortant de Poti et qui se dirigent vers Otchamtchiré. Celles-ci font demi-tour et rentrent à Poti après le premier engagement naval de la marine russe depuis 1945.
La corvette Mirage tire deux missiles anti-navires P-120 Malakhit (code OTAN SS-N-9) et déclare avoir coulé l'une des vedettes. Deux missiles sol-air 9K33 Osa sont également tirés.
Le navire coulé serait le patrouilleur géorgien des garde-côtes P 21 Giorgi Toreli (ex-Anastasia, ex-PSKR-629) de la classe Stenka, entré en service en 1967, acquis en Ukraine en 1999 et armé de deux canons manuels de 37 mm. Selon les rapports russes, il aurait sombré en 90 secondes à 300 m de profondeur.